# Carlos A. Madrazo Becerra
Carlos A. Madrazo Becerra es un ejido del municipio de Balancán ubicado en la subregión de los Ríos del estado mexicano de Tabasco.

## Geografía
La localidad se ubica a 39.4 kilómetros (en dirección noreste) de la localidad de Balancán de Domínguez, la cabecera y lugar más poblado del municipio. Se sitúa en las coordenadas geográficas 17°38′08″N 91°12′38″O / 17.635556, -91.210556, a una elevación de 68 metros sobre el nivel del mar.

## Demografía
Según el Conteo de Población y Vivienda 2020, efectuado por el Instituto Nacional de Estadística y Geografía, la localidad de Carlos A. Madrazo Becerra tiene 266 habitantes, de los cuales 133 son del sexo masculino y 133 del sexo femenino. Su tasa de fecundidad es de 3.23 hijos por mujer y tiene 73 viviendas particulares habitadas.
| Gráfica de evolución demográfica de Carlos A. Madrazo Becerra entre 1970 y 2020 |
|                                                                                 |
| INEGI.                                                                          |